# フレッド・マークル
フレッド・マークル（Carl Frederick Rudolf "Fred" Merkle, 1888年12月20日 - 1956年3月2日）は、主に1910年代に活躍したメジャーリーグベースボールの野球選手。主なポジションは一塁手。アメリカ合衆国のウィスコンシン州ウォータータウン生まれ。右投右打。
主にジャイアンツとカブスのレギュラー一塁手だったが、19歳だった1908年の優勝争いで起こした走塁ミス「マークルズ・ボナー」は、彼の名前を球史に残すこととなった。

## 来歴・人物

### "マークルズ・ボナー"
1905年からいくつかのセミプロチームで投手をしていたマークルは、1907年にサウスミシガンリーグのテカムセ球団での活躍が目にとまり、2,500ドルでニューヨーク・ジャイアンツと契約し入団する。主に一塁手として1年目は15試合、2年目は38試合に出場した。
マークルが所属していたジャイアンツは1908年シーズンに、カブス、パイレーツと熾烈な優勝争いをしていた。同年9月23日のポロ・グラウンズでのジャイアンツ対カブスの試合に、マークルは負傷したフレッド・テニーに替わって一塁手として試合に出場する。試合は1対1のまま9回裏、ジャイアンツは2死一塁からマークルが右翼線にヒットを放ち、一塁のムース・マコーミックが三塁へ達する。次の打者アル・ブリッドウェルがセンターへ安打を放ちマコーミックを迎え入れると、ポロ・グラウンズにはファンがなだれ込んだ。
この時、カブスの二塁手ジョニー・エバースは、中堅手アーティー・ホフマンにボールを要求する。意図が読めなかったホフマンの送球はそれ、ジャイアンツのジョー・マクギニティの手によってボールは群衆の中に放り込まれた。やがてどこかからボールを得たエバースは、この試合の主審だったハンク・オーデイに対し、マークルがフォースプレイの状況で二塁を踏んでいないことをアピールした。後の宣誓供述書によると、マークルは二塁から約15フィートのところで向きを変えてクラブハウスに引き上げてしまったという。アピールは認められ、主審のオーデイはマークルのアウトを宣告、観客がなだれ込んでいたため試合続行は困難で、また、日没時刻も迫っていたためこの試合は日没コールド引き分けとなった。ジャイアンツはリーグに抗議したが、リーグはオーデイの判定を支持し、必要ならばシーズン終了時に再試合をすること、と裁定した。実際、シーズン終了時点でジャイアンツとカブスが同率で首位に並んだためこの再試合が行われることとなり、これにカブスが勝利してリーグ優勝、さらにワールドシリーズにも勝利した。
非難を浴びたマークルの翌年の成績は、打率.191と大きく落ち込んだが、監督のジョン・マグローはまだ若かったマークルを擁護し、マークルを使い続けた。その甲斐があってかマークルは1910年以降、ジャイアンツのレギュラー一塁手として活躍するようになる。1911年にはリーグ3位となる12本の本塁打を記録し、この年の最優秀選手（チャルマーズ賞）の投票で7位となった。
翌1912年にマークルは打率.309と11本塁打、87打点と37盗塁を記録するなど自身最高の成績を上げたが、この年のボストン・レッドソックスとのワールドシリーズの第8戦で、彼は再び不運に見舞われる。延長10回にジャイアンツはマークル自身の適時打でリードしたが、その裏に中堅手のフレッド・スノッドグラスがフライを落球する。1アウト一二塁となった後、トリス・スピーカーは一塁方向へ高いファウルフライを打ち上げる。当然マークルの守備範囲だったが、投げていたクリスティ・マシューソンが捕手のマイヤーズに捕球を指示したため、打球は譲り合った二人の間にぽとりと落ちてしまった。命拾いしたスピーカーはヒットを放つ。試合はレッドソックスが逆転勝ちを納めたのだが、翌日の新聞には「マークルがまたやった」という見出しが躍った。

### 1913年以降
重要な試合での失敗や不運によって、マークルには「ボーンヘッド」の印象が強く付きまとうことになってしまったが、マークル自身はジャイアンツの中軸を担う強打者に成長していた。チームメイトは彼を「チームの中で最も利口な男」と評していた。監督のマグローはマークルについて、「足はそれほど速くなかったのだが、マークルは三盗が上手かった」と書き記している。
マークルは1915年シーズンまでジャイアンツの正一塁手として活躍した。1913年の12月、マークルはマグローが率いる世界周遊野球チームの一員として来日し、芝区の三田球場で行われたエキシビション・ゲームでレフトの場外に大きなホームランを放っている。打球は三田球場のレフト場外の芝区と麻布区の境界だった古川を超え、このホームランは「芝から麻布まで飛んだホームラン」として、当時長く話題になった。
1915年シーズン途中、マークルは捕手ルー・マッカーティーとのトレードでブルックリンに移籍したが、ブルックリンでは24試合しか出場せず、翌年シカゴ・カブスに金銭でトレードされる。カブスには1920年まで3年在籍し、1918年のワールドシリーズにも出場している。カブスを離れた1921年からはインターナショナルリーグのロチェスターに在籍し、1924年に22本の本塁打と打率.351の成績を残した。この年ヤンキースがこの活躍に目をつけ、マークルは1925年にコーチ兼任の選手としてメジャーリーグに再度登場することになる。マークルの移籍に関して、当初ロチェスターはまだ若かったルー・ゲーリッグを見返りに求めたが、これはヤンキースが拒否し、結局金銭でのトレードになった経緯があるという。
ヤンキースに2年在籍した後マークルは引退し、マイナーリーグの監督を短期間勤めた後、フロリダでルアーの製造会社の共同経営者などをしていた。1956年にフロリダ州デイトナビーチで死去。

## 通算成績

### 年度別打撃成績
| 年 度    | 球 団    | 試 合 | 打 席 | 打 数 | 得 点 | 安 打 | 二 塁 打 | 三 塁 打 | 本 塁 打 | 塁 打 | 打 点 | 盗 塁 | 盗 塁 死 | 犠 打 | 犠 飛 | 四 球 | 敬 遠 | 死 球 | 三 振 | 併 殺 打 | 打 率 | 出 塁 率 | 長 打 率 | O P S |
| -------- | -------- | ----- | ----- | ----- | ----- | ----- | -------- | -------- | -------- | ----- | ----- | ----- | -------- | ----- | ----- | ----- | ----- | ----- | ----- | -------- | ----- | -------- | -------- | ----- |
| 1907     | NYG      | 15    | 50    | 47    | 0     | 12    | 1        | 0        | 0        | 13    | 5     | 0     |          | 1     |       | 1     |       | 0     | 7     |          | .255  | .271     | .277     | .547  |
| 1908     | NYG      | 38    | 49    | 41    | 6     | 11    | 2        | 1        | 1        | 18    | 7     | 0     |          | 2     |       | 4     |       | 0     | 9     |          | .268  | .333     | .439     | .772  |
| 1909     | NYG      | 79    | 260   | 236   | 15    | 45    | 9        | 1        | 0        | 56    | 20    | 8     |          | 4     |       | 16    |       | 1     | 46    |          | .191  | .245     | .237     | .482  |
| 1910     | NYG      | 144   | 572   | 506   | 75    | 148   | 35       | 14       | 4        | 223   | 70    | 23    |          | 19    |       | 44    |       | 3     | 59    |          | .292  | .353     | .441     | .793  |
| 1911     | NYG      | 149   | 605   | 541   | 80    | 153   | 24       | 10       | 12       | 233   | 84    | 49    |          | 14    |       | 43    |       | 6     | 60    |          | .283  | .342     | .431     | .773  |
| 1912     | NYG      | 129   | 539   | 479   | 82    | 148   | 22       | 6        | 11       | 215   | 88    | 37    |          | 8     |       | 42    |       | 8     | 70    |          | .309  | .374     | .449     | .823  |
| 1913     | NYG      | 153   | 617   | 563   | 78    | 147   | 30       | 12       | 3        | 210   | 69    | 35    | 18       | 10    |       | 41    |       | 3     | 60    |          | .261  | .315     | .373     | .688  |
| 1914     | NYG      | 146   | 572   | 512   | 71    | 132   | 25       | 7        | 7        | 192   | 63    | 23    |          | 7     |       | 52    |       | 1     | 80    |          | .258  | .327     | .375     | .702  |
| 1915     | NYG      | 140   | 558   | 505   | 52    | 151   | 25       | 3        | 4        | 194   | 62    | 20    | 15       | 14    |       | 36    |       | 2     | 39    |          | .299  | .348     | .384     | .732  |
| 1916     | NYG      | 112   | 449   | 401   | 45    | 95    | 19       | 3        | 7        | 141   | 44    | 17    |          | 7     |       | 33    |       | 8     | 46    |          | .237  | .308     | .352     | .659  |
| 1916     | BRO      | 23    | 78    | 69    | 6     | 16    | 1        | 0        | 0        | 17    | 2     | 2     |          | 1     |       | 7     |       | 1     | 4     |          | .232  | .312     | .246     | .558  |
| '16計    | BRO      | 135   | 527   | 470   | 51    | 111   | 20       | 3        | 7        | 158   | 46    | 19    |          | 8     |       | 40    |       | 9     | 50    |          | .236  | .308     | .336     | .644  |
| 1917     | BRO      | 2     | 8     | 8     | 1     | 1     | 1        | 0        | 0        | 2     | 0     | 0     |          | 0     |       | 0     |       | 0     | 1     |          | .125  | .125     | .250     | .375  |
| 1917     | CHC      | 146   | 609   | 549   | 65    | 146   | 30       | 9        | 3        | 203   | 57    | 13    |          | 13    |       | 42    |       | 4     | 60    |          | .266  | .323     | .370     | .692  |
| '17計    | CHC      | 148   | 617   | 557   | 66    | 147   | 31       | 9        | 3        | 205   | 57    | 13    |          | 13    |       | 42    |       | 4     | 61    |          | .264  | .320     | .368     | .688  |
| 1918     | CHC      | 129   | 541   | 482   | 55    | 143   | 25       | 5        | 3        | 187   | 65    | 21    |          | 20    |       | 35    |       | 4     | 36    |          | .297  | .349     | .388     | .737  |
| 1919     | CHC      | 133   | 545   | 498   | 52    | 133   | 20       | 6        | 3        | 174   | 62    | 20    |          | 12    |       | 33    |       | 2     | 35    |          | .267  | .315     | .349     | .665  |
| 1920     | CHC      | 92    | 367   | 330   | 33    | 94    | 20       | 4        | 3        | 131   | 38    | 3     | 5        | 12    |       | 24    |       | 1     | 32    |          | .285  | .335     | .397     | .732  |
| 1925     | NYY      | 7     | 16    | 13    | 4     | 5     | 1        | 0        | 0        | 6     | 4     | 1     | 0        | 2     |       | 1     |       | 0     | 1     |          | .385  | .429     | .462     | .890  |
| 1926     | NYY      | 1     | 2     | 2     | 0     | 0     | 0        | 0        | 0        | 0     | 0     | 0     | 0        | 0     |       | 0     |       | 0     | 0     |          | .000  | .000     | .000     | .000  |
| MLB:16年 | MLB:16年 | 1638  | 6437  | 5782  | 720   | 1580  | 290      | 81       | 61       | 2215  | 740   | 272   | 38*      | 146   |       | 454   |       | 44    | 645   |          | .273  | .331     | .383     | .714  |

### 獲得タイトル・記録
- ワールドシリーズ出場：5回（1911-1913,1916,1918年）